# Триглиф
Триглиф (на гръцки: τρίγλυϕος – с три нареза) в архитектурата е правоъгълна, леко издължена по вертикала каменна плоча с няколко жлеба – два цели и две половинки в краищата. Редувайки се с метопи, триглифите образуват фриз в дорийския стил. Разполагат се по осите на колоните и за визуална точност – в краищата на фризовете в ъглите на сградата (ъглови триглифи). Често са оцветявани в ярко и наситено синьо. Дължината на основата на триглифа обикновено е равна на радиуса на колоната в нейната основа.
Съгласно хипотезата за произхода на древногръцката архитектура от по-ранни дървени постройки, триглифите представляват имитация на вертикалните летви, които са заковават по челата на таванските греди и не стоят добре на фасадата. Те имат и конструктивно значение, като подкрепят изнесената напред плоча на корниза.